# Gelonieae
Gelonieae es una tribu de plantas de la subfamilia Crotonoideae, perteneciente a la familia Euphorbiaceae. Comprende 2 géneros. El género tipo es Gelonium Roxb. ex Willd.

## Géneros
- Cladogelonium
- Suregada